# Verspätung in Marienborn
Verspätung in Marienborn ist ein deutsch-französisch-italienisches Filmdrama von Rolf Hädrich aus dem Jahre 1963 über das Scheitern einer Flucht aus der DDR im Kalten Krieg. Für die Hauptrollen wurden internationale Schauspieler verpflichtet wie der Oscarpreisträger José Ferrer, die Französin Nicole Courcel und Errol Flynns Sohn Sean Flynn.

## Handlung
Der Film beginnt mit einer Autofahrt des US-Reporters Cowan durch West-Berlin. Es folgen Impressionen aus der seit dem Mauerbau 1961 geteilten Stadt. Cowan will seine Erlebnisse aus dem geteilten Berlin und über den Stand der sowjetisch-amerikanischen Spannungen vor Ort berichten. An Bord des amerikanischen Militärzuges, der die Westzonen Berlins mit Frankfurt am Main verbindet, befinden sich auch internationale Gäste sowie Zug- bzw. Militärpersonal aus der Bundesrepublik, der DDR und den USA. Während eines Gesprächs im Speisewagen des Zuges geraten Cowan einerseits und der amerikanische Train Commander Ltnt. Novak und die Krankenschwester Kathy, die einen vorübergehend sehunfähigen, hochrangigen US-Offizier im Zug begleitet, andererseits, aneinander. Grund für die Auseinandersetzung ist Cowans geäußerte Verachtung gegenüber allen Deutschen wegen ihrer Nazi-Vergangenheit. Er geißelt sie als Experten für Mauern und KZ-Stacheldraht. Während der Fahrt durch die DDR auf der eingleisigen Hauptstrecke hält der Zug kurz an einer Ausweiche. Ein 24-jähriger Mann springt aus seinem Versteck hervor und klammert sich an eine der gesicherten und nur von innen zu öffnenden Zugtüren. Als der Zug wieder anfährt, klopft der Fremde wie wild an die Tür. Kathy, die im Innern des Waggons gerade daneben steht, entriegelt sie und zerrt den Mann hinein. Der Blinde Passagier stellt sich als ostdeutscher Flüchtling vor.
Kathy verhilft ihm zu einem Versteck in einem derzeit unbenutzten Abteil. Cowan kommt rasch dahinter und wittert hinter der Flüchtlingsgeschichte des jungen Mannes namens Banner eine Riesenstory, die er exklusiv ausschlachten möchte – auch auf die Gefahr hin, dass dies Banner das Leben kosten könnte. Dann erreicht der Zug Marienborn, Grenzkontrollpunkt und Nahtstelle zwischen Ost und West, und hält. Die alliierten Offiziere tauschen Papiere aus, ein DDR-Zugbegleiter bittet um ein kurzes Gespräch mit seinem Vorgesetzten an der Abfertigungsanlage. Als der Zug wieder anrollt, lässt der sowjetische Offizier den Zug gleich wieder anhalten, weil in der von Novak gezeigten Passagierliste ein DDR-Bürger nicht aufgeführt sein soll. Es handelt sich um Banner, von dessen möglicher Anwesenheit an Bord der DDR-Zugbegleiter soeben seinem Vorgesetzten in der Bahnstation berichtet hatte. Der Sowjetoffizier will daraufhin den Zug persönlich untersuchen, was ihm sein amerikanisches Gegenüber, Ltnt. Novak, nicht gestattet. Daraufhin verweigert der Russe dem Zug die Weiterfahrt.
Novak holt sich fernmündlich weitere Anweisungen von seinem Vorgesetzten und weist darauf hin, dass die Russen den Zug bei Betreten ostdeutschen Bodens auf unerlaubte Fahrgäste bereits untersucht hatten. In Windeseile nähern sich Sowjetsoldaten, die mit Gewehren im Anschlag den Zug umstellen. Daraufhin werden die im Zug mitfahrenden US-Militärpolizisten zusammengerufen und ebenfalls bewaffnet vor dem Zug postiert. Der soeben eingetroffene Vorgesetzte des Sowjetoffiziers, Major Menschikow, macht Novak den Vorschlag, doch selbst den Zug nach dem vermuteten blinden Passagier zu durchsuchen, was dieser daraufhin auch tut. Banner wird schnell entdeckt, und Novak fragt bei seinen Vorgesetzten nach, ob er den ostdeutschen Flüchtling den Sowjets aushändigen soll. „Don‘t do anything“ hört er als Antwort und dass er auf weitere Anweisungen warten solle. Aus Potsdam kommen wenig später höherrangige US-Offiziere der Militärverbindungsmission und besprechen den Fall mit ihren sowjetischen Gegenübern. Der vorübergehend erblindete US-Offizier im Zug rät den hochrangigen Kollegen, Banner, der sich unrechtmäßig Zugang zum verriegelten Zug verschafft habe, den sowjetischen Stellen zu übergeben. Dies entspräche beiderseitigen Abmachungen. Auch die amerikanischen Zivilpersonen, die unbedingt nach Westdeutschland zurückwollen, sind wenig zimperlich und verlangen, den DDR-Flüchtling auszuliefern, damit die Fahrt nach Frankfurt endlich weitergeht. Selbst der selbstgefällige Zyniker Cowan ist für „kurzen Prozess“.
Während die zähen Verhandlungen zwischen Amerikanern und Sowjets im Bahnwärterhäuschen vorangehen, gelingt es Banner, seinem amerikanischen Bewacher zu entfliehen. Er verlässt heimlich den Zug und kriecht unter diesen. Dabei wird er entdeckt. Zwischen amerikanischen, russischen und DDR-Soldaten hin und her laufend, kann er in letzter Sekunde wieder in den Zug zurückspringen. Jetzt wissen die Russen, dass es tatsächlich einen blinden Passagier im Zug gegeben hat, und die Situation wird immer verzwickter. Während die Privatreisenden im Zug ihre Meinung gegenüber dem Flüchtling zu seinen Gunsten ändern, nutzt Cowan die Gunst der Sekunde und interviewt Banner, der erklärt, dass er nur deswegen aus dem Zug geflohen sei, um allen anderen nicht weiter zur Last zu fallen. Dann ruckelt der Zug und fährt an. Kurz bricht Begeisterung unter den Fahrgästen aus, die von Ltnt. Novak gleich wieder im Keim erstickt wird. Der Zug werde, so erklärt er, lediglich auf ein Seitengleis rangiert.
In den Morgenstunden des folgenden Tages kommt es erstmals zu einem längeren Gespräch zwischen Novak und dem Flüchtling, und aus anfänglicher Ablehnung und Distanz wird bei Novak so etwas wie Verständnis für Banners Lage. Der für die Amerikaner verhandelnde Major Finnegan wird inmitten des Gesprächs mit seinem russischen Counterpart ans Telefon gerufen. Man gibt ihm den Befehl, den Ostdeutschen an die Russen zu überstellen. Dann eilt Finnegan zum Zug zurück. Wütend konfrontiert er Cowan mit der Tatsache, dass dessen Plaudereien vom ostdeutschen Flüchtling im Zug in Berlin bereits die Runde machen und die Russen somit gar nicht mehr anders können, als unnachgiebig zu agieren. Cowan ist sich keiner Schuld bewusst, er habe Stillschweigen bewahrt, sagt er. Tatsächlich trompetet einer der westdeutschen Zugbegleiter voller Stolz heraus, dass er Finnegans Erkenntnisse an Berliner Zeitungen durchgegeben habe. Novak muss nun sein Banner gegenüber geleistetes Versprechen, ihn nicht auszuliefern, brechen. Während die Russen ihre Wachmannschaft abziehen und die abgekoppelte Lok wieder an die Waggons zurückgefahren wird, holt Novak Banner ab und geleitet ihn zusammen mit Sergeant Torre zu den Russen. Diese übergeben ihn sofort an die ostdeutschen Vopos, die mit Banner in einem Auto davonbrausen. Dann fährt der Militärzug wieder an.

## Produktionsnotizen
Die dem Drehbuch zugrunde liegende Handlung beruht auf einer wahren Begebenheit aus dem November 1961, die Will Tremper, als sie ihm wenig später bekannt wurde, zu einem Skript verarbeitete. Es erschien 1962 unter dem Titel Verspätung in Marienborn zunächst in der Wochenzeitschrift Revue, dann als Taschenbuchroman. Nachdem die Verfilmung durch die UFA Film Hansa an deren Konkurs gescheitert war, übernahm Anfang 1963 der Hessische Rundfunk auf Initiative seines Oberspielleiters Rolf Hädrich die Produktion. Einer der Drehorte des Films war der Bahnhof im oberbayerischen Waldkraiburg. Die Filmbauten stammen von F.-Dieter Bartels und Albrecht Hennings, die Kostüme von Irms Pauli. Die Herstellungsleitung übernahm Hans Wolff, für den Ton zeichnete erstmals Gunther Kortwich verantwortlich. Der Film wurde wegen der überwiegend internationalen Besetzung zu großen Teilen auf Englisch gedreht.
Am 4. Juli 1963 erlebte der Film seine Uraufführung im ARD-Fernsehen. Einige Wochen später erlangte Verspätung in Marienborn auch seine Kinoauswertung. Im englischsprachigen Ausland lief der Film 1964 unter dem Titel Stop Train 349.

## Kritiken
Der Spiegel schreibt in seiner Kritik vom 31. Juli 1963 auf Seite 57: „Die von Will Tremper ausgeschmückte und von Regisseur Rolf Hädrich nachgestellte ‚wahre Geschichte‘ erwies sich in der gekürzten TV-Fassung wirkungsvoller als im Film-Original. Was an der großflächigen Kinowand fad und farblos anmutete, hatte – auf Guckkastenformat zusammengedrängt – gelegentlich Dichte und Kolorit. In der Fernsehfassung verzichtete Hädrich auch auf einige kinoübliche Konzessionen. So schnitt er ein Hochzeitspärchen beim Austausch von Zärtlichkeiten heraus. Ein Kuriosum freilich blieb: Während alle Amerikaner in akzentfreiem Deutsch reden, palavern die Russen russisch.“ Letztere Aussage gilt allerdings nur für die deutsch synchronisierte Fassung. Im Original spricht jeder Beteiligte seine eigene Sprache.
Im Handbuch VII der Katholischen Filmkritik stand geschrieben: „Unverbindlicher, entschiedener Stellungnahme ausweichender Zeitfilm mit vorwiegend abenteuerlicher Akzentsetzung. Das zugunsten ‚mannhafter Pflichterfüllung‘ gelöste Gewissensproblem des jungen Zugkommandanten bedarf kritischer Betrachtung .“
Das Lexikon des Internationalen Films befand: Trempers „kritisches Engagement bleibt im Unverbindlichen stecken.“

## Auszeichnungen
Will Tremper gewann für sein Drehbuch am 28. Juni 1964 den Deutschen Filmpreis.
Verspätung in Marienborn war der Eröffnungsfilm der Berlinale 1963, wurde dort für den Goldenen Bären nominiert und erhielt den Jugendfilmpreis.